# 沙拉布尔
沙拉布尔（法語：Chalabre，法語發音：[ʃalabʁ] ⓘ）是法国奥德省的一个市镇，位于该省西部偏南，和阿列日省接壤，属于利穆区。

## 地理
沙拉布尔（42°59'2"N, 2°0'23"E）面积15.49 平方千米，位于法国奧克西塔尼大區奥德省，该省份为法国南部沿海省份，北起塔恩省，西北接上加龙省，西接阿列日省，南至东比利牛斯省，东临地中海，东北与埃罗省接壤。
与沙拉布尔接壤的市镇（或旧市镇、城区）包括：蒙贝勒、蒙雅尔丹、里韦勒、圣伯努瓦、埃尔斯河畔索纳克、维勒福尔。

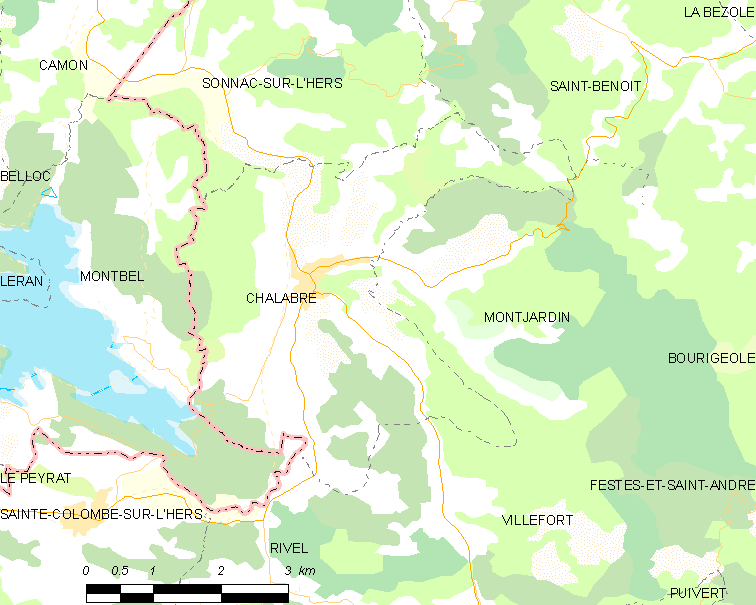
沙拉布尔的OSM定位图

沙拉布尔的时区为UTC+01:00、UTC+02:00（夏令时）。

## 行政
沙拉布尔的邮政编码为11230，INSEE市镇编码为11091。

## 政治
沙拉布尔所属的省级选区为上奥德河谷县。

## 人口

1962-2008年间沙拉布尔人口变化图示

沙拉布尔于2022年1月1日时的人口数量为1115人。